# No Mercy (2016)
No Mercy (2016) foi um evento de luta livre profissional produzido pela WWE e patrocinado pelo WWE 2K17 da 2K Sports e pela Mattel e transmitido em formato pay-per-view e pelo WWE Network em 9 de outubro de 2016 no Golden 1 Center, em Sacramento, Califórnia. Contou com a participação dos lutadores do SmackDown. Este foi o décimo segundo evento da cronologia do No Mercy e o décimo primeiro pay-per-view de 2016 no calendário da WWE.

## Antes do evento
No Mercy teve combates de luta profissional de diferentes lutadores com rivalidades e histórias pré-determinadas que se desenvolverão no SmackDown Live - programa de televisão da WWE, tal como no programa transmitido pelo WWE Network — Main Event. Os lutadores interpretaram um vilão ou um mocinho seguindo uma série de eventos para ganhar tensão, culminando em várias lutas.
No Backlash, AJ Styles derrotou Dean Ambrose para conquistar o Campeonato Mundial da WWE. Dois dias depois, no SmackDown de 13 de setembro, John Cena (que havia sido derrotado por Styles no SummerSlam), declarou que tinha interesse em conquistar seu décimo sexto título mundial na WWE, desafiando Styles para uma luta pelo cinturão no No Mercy. Em seguida, Ambrose anunciou que invocaria sua cláusula de revanche no mesmo evento. Na sequência, o comissário do SmackDown Shane McMahon anunciou que Styles defenderia o Campeonato Mundial da WWE contra Cena e Ambrose em uma luta triple threat no No Mercy. No SmackDown de 27 de setembro, Styles defendeu o Campeonato Mundial da WWE contra Ambrose, vencendo após uma distração causada por Cena.
No Backlash, Becky Lynch conquistou o Campeonato Feminino do SmackDown ao vencer uma luta six pack de eliminação. Dois dias depois, no SmackDown de 13 de setembro, Alexa Bliss ganhou uma fatal 5-way contra Naomi, Natalya, Carmella e Nikki Bella para se tornar a desafiante ao título no No Mercy. Em 8 de outubro, o Wrestling Observer Newsletter revelou que Lynch não iria competir no No Mercy devido a uma lesão legítima. Entretanto, Shane McMahon disse que Bliss enfrentaria um adversária diferente no evento.
No Backlash, Heath Slater e Rhyno derrotaram os Usos (Jey Uso e Jimmy Uso) na fase final de um torneio para coroar os primeiros campeões de duplas do SmackDown. No SmackDown de 20 de setembro, os Usos derrotaram os American Alpha (Chad Gable e Jason Jordan) para ganhar uma revanche contra Slater e Rhyno no No Mercy.
No Backlash, The Miz manteve o Campeonato Intercontinental contra Dolph Ziggler depois de Maryse jogar spray nos olhos de Ziggler enquanto Miz distraia o árbitro. Os dois se enfrentaram novamente pelo título no SmackDown de 20 de setembro, e novamente Miz o título venceu depois dele jogar spray nos olhos do seu oponente. Na semana seguinte, Ziggler desafiou Miz para uma nova revanche pelo cinturão, colocando também sua carreira em jogo, que acabou sendo aceito.
Após Bray Wyatt confrontar Randy Orton no SmackDown de 23 de agosto, uma luta entre os dois foi marcada para o Backlash. No evento, Wyatt derrotou Orton por desistência depois dele atacar Orton no início do evento. Nas semanas seguintes, eles continuaram a se provocar, até uma nova luta ser marcada para o No Mercy em 28 de setembro.
Em rivalidades menores, foi anunciado no SmackDown de 4 de outubro que Nikki Bella enfrentaria Carmella depois desta atacá-la em várias ocasiões e que Jack Swagger enfrentaria Baron Corbin. Para o pré-show do No Mercy, foi anunciado em 9 de outubro uma luta de quartetos entre os Hype Bros (Mojo Rawley e Zack Ryder) junto com os American Alpha (Chad Gable e Jason Jordan) contra The Ascension (Konnor e Viktor) e The Vaudevillains (Aiden English e Simon Gotch).

## Resultados
| Nº                                          | Resultados | Estipulações | Tempo |
| ------------------------------------------- | --- | --- | ----- |
| Pré- show                                   | The Hype Bros (Mojo Rawley e Zack Ryder) e American Alpha (Chad Gable e Jason Jordan) derrotaram The Ascension (Konnor e Viktor) e The Vaudevillains (Aiden English e Simon Gotch) | Luta de quartetos                                                                                                 | 9:00  |
| 1                                           | AJ Styles (c) derrotou Dean Ambrose e John Cena | Luta triple threat pelo Campeonato Mundial da WWE                                                                 | 21:40 |
| 2                                           | Nikki Bella derrotou Carmella | Luta individual                                                                                                   | 8:05  |
| 3                                           | Heath Slater e Rhyno (c) derrotaram The Usos (Jey Uso e Jimmy Uso) | Luta de duplas pelo Campeonato de Duplas do SmackDown                                                             | 10:20 |
| 4                                           | Baron Corbin derrotou Jack Swagger | Luta individual                                                                                                   | 7:30  |
| 5                                           | Dolph Ziggler derrotou The Miz (c) (com Maryse) | Luta título vs. carreira pelo Campeonato Intercontinental da WWE; se Ziggler perdesse ele teria que se aposentar. | 19:45 |
| 6                                           | Naomi derrotou Alexa Bliss | Luta individual                                                                                                   | 5:25  |
| 7                                           | Bray Wyatt derrotou Randy Orton | Luta individual                                                                                                   | 15:40 |
| (c) – Refere-se aos campeões antes da luta. | | |       |